# 小杉町 (川崎市)
小杉町（こすぎまち）は、神奈川県川崎市中原区の町名。現行行政町名は小杉町1丁目から小杉町3丁目で、いずれも住居表示未実施区域である。

## 地理
中原区役所や区の代表駅である武蔵小杉駅が所在する。中原区の中心部であり、また再開発が進むいわゆる「武蔵小杉」エリアの中心でもある。特に隣接する新丸子東と共に再開発事業が顕著である。北は小杉陣屋町一・二丁目、西は小杉御殿町二丁目・今井仲町・今井南町、南は市ノ坪、東は新丸子町・新丸子東三丁目と接する。JR南武線以北に小杉町一・二丁目、以南が小杉町三丁目が置かれ、小杉町三丁目には区役所をはじめとして消防署・警察署・図書館など各種公共施設が集中する。
小杉町二丁目には昭和30年以降第一生命住宅など多くの社宅が建設され、その一部は一般へ分譲されたが現在も多くが残っている。近年まで残っていたJX日鉱日石エネルギー社宅は2013年（平成25年）に廃止・解体され、跡地に超高層マンション、パークシティ武蔵小杉ザ・ガーデンが建設された。

### 地価
住宅地の地価は、2025年（令和7年）1月1日の公示地価によれば、小杉町2丁目207番4の地点で84万6000円/m²となっている。

## 歴史

### 沿革
- 1943年（昭和18年） - 川崎市小杉・上丸子・市ノ坪の一部より小杉町一-三丁目が成立[7]。

### 治安・風紀の維持
- 2022年（令和4年）11月1日 - 神奈川県は小杉町3丁目を県暴力団排除条例に基づき暴力団排除特別強化地域に指定[8]。

## 世帯数と人口
2025年（令和7年）6月30日現在（川崎市発表）の世帯数と人口は以下の通りである。
| 丁目        | 世帯数    | 人口     |
| ----------- | --------- | -------- |
| 小杉町1丁目 | 1,645世帯 | 2,683人  |
| 小杉町2丁目 | 2,671世帯 | 5,836人  |
| 小杉町3丁目 | 2,650世帯 | 5,545人  |
| 計          | 6,966世帯 | 14,064人 |

### 人口の変遷
国勢調査による人口の推移。
| 年                 | 人口   |
| ------------------ | ------ |
| 1995年（平成7年）  | 6,006  |
| 2000年（平成12年） | 6,475  |
| 2005年（平成17年） | 6,808  |
| 2010年（平成22年） | 6,702  |
| 2015年（平成27年） | 8,411  |
| 2020年（令和2年）  | 12,360 |

### 世帯数の変遷
国勢調査による世帯数の推移。
| 年                 | 世帯数 |
| ------------------ | ------ |
| 1995年（平成7年）  | 2,819  |
| 2000年（平成12年） | 3,218  |
| 2005年（平成17年） | 3,462  |
| 2010年（平成22年） | 3,557  |
| 2015年（平成27年） | 4,424  |
| 2020年（令和2年）  | 6,127  |

## 学区
市立小・中学校に通う場合、学区は以下の通りとなる（2022年3月時点）。
| 丁目        | 番・番地等 | 小学校               | 中学校             |
| ----------- | ---------- | -------------------- | ------------------ |
| 小杉町1丁目 | 全域       | 川崎市立西丸子小学校 | 川崎市立中原中学校 |
| 小杉町2丁目 | 全域       | 川崎市立小杉小学校   | 川崎市立中原中学校 |
| 小杉町3丁目 | 全域       | 川崎市立小杉小学校   | 川崎市立今井中学校 |

## 事業所
2021年（令和3年）現在の経済センサス調査による事業所数と従業員数は以下の通りである。
| 丁目        | 事業所数  | 従業員数 |
| ----------- | --------- | -------- |
| 小杉町1丁目 | 198事業所 | 7,676人  |
| 小杉町2丁目 | 77事業所  | 813人    |
| 小杉町3丁目 | 426事業所 | 6,398人  |
| 計          | 701事業所 | 14,887人 |

### 事業者数の変遷
経済センサスによる事業所数の推移。
| 年                 | 事業者数 |
| ------------------ | -------- |
| 2016年（平成28年） | 750      |
| 2021年（令和3年）  | 701      |

### 従業員数の変遷
経済センサスによる従業員数の推移。
| 年                 | 従業員数 |
| ------------------ | -------- |
| 2016年（平成28年） | 14,133   |
| 2021年（令和3年）  | 14,887   |

## 交通

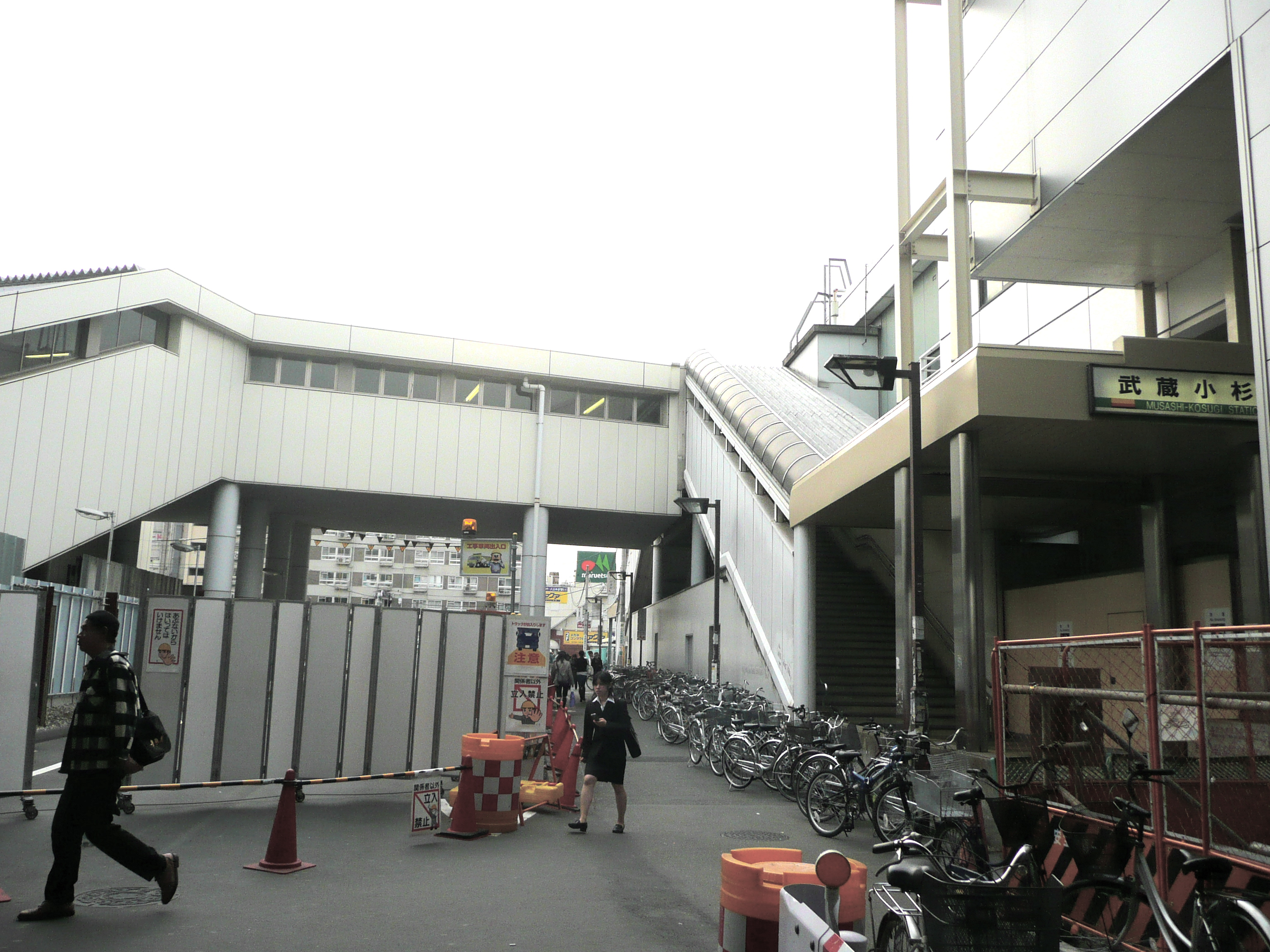
武蔵小杉駅西口

### 鉄道
小杉町はJR南武線・東急東横線が交差する鉄道の要衝である。交差駅である武蔵小杉駅は2000年（平成12年）には東急目黒線が武蔵小杉まで延長、2010年（平成22年）には横須賀線武蔵小杉駅が営業開始しターミナル駅としての地位が向上している。武蔵小杉駅北口が小杉町一丁目、西口が小杉町三丁目方面の出入口となる。また、地名である武蔵小杉駅のほかに新丸子駅も利用圏内となる。
- 東日本旅客鉄道（JR東日本）
  - 南武線、横須賀線、湘南新宿ライン、相鉄線直通列車
    - 武蔵小杉駅
- 東急電鉄
  - 東横線・目黒線
    - 新丸子駅
    - 武蔵小杉駅

### 道路
地内中央部を川崎市道川崎駅丸子線（南武沿線道路）が東西に通過し、西は溝口方面、東は川崎駅・浮島町方面へ伸びる。また、小杉町地内に国道・県道は通過していないが以下の路線が周辺地域を通過している。
- 国道409号（府中街道）
- 神奈川県道2号東京丸子横浜線（綱島街道）
- 神奈川県道45号丸子中山茅ヶ崎線（中原街道）

## 施設
- 川崎市中原区役所（小杉町三丁目）
- 神奈川県中原警察署（小杉町三丁目）
- 中原警察署 武蔵小杉駅前交番（小杉町三丁目）
- 中原郵便局（小杉町三丁目）
- 聖マリアンナ医科大学東横病院（小杉町三丁目） - 2024年3月末で閉院[19]
- NTT東日本川崎北ビル（小杉町三丁目）
- 武蔵小杉東急スクエア（小杉町三丁目）
- イトーヨーカドー武蔵小杉店（小杉町三丁目）
- 川崎信用金庫武蔵小杉支店（小杉町三丁目）
- 大西学園小学校・大西学園中学校・高等学校（小杉町二丁目）
- 日本医科大学武蔵小杉病院（小杉町一丁目）
- 武蔵小杉タワープレイス（小杉町一丁目）
- 三菱UFJ銀行武蔵小杉駅前支店（小杉町一丁目）

## その他

### 日本郵便
- 郵便番号 : 211-0063[3]（集配局 : 中原郵便局[20]）

### 警察
町内の警察の管轄区域は以下の通りである。
| 丁目        | 番・番地等 | 警察署     | 交番・駐在所     |
| ----------- | ---------- | ---------- | ---------------- |
| 小杉町1丁目 | 全域       | 中原警察署 | 武蔵小杉駅前交番 |
| 小杉町2丁目 | 全域       | 中原警察署 | 小杉交番         |
| 小杉町3丁目 | 全域       | 中原警察署 | 武蔵小杉駅前交番 |